# Equinox (група)
Equinox (/ˈɛkwɪˌnoks/, /ˈiːkwəˌnɑːks/, изговор) е българска супергрупа от 5 изпълнители, която представи България на Евровизия 2018 в Лисабон с песента „Bones“.
Петчленната група се състои от българските певци Жана Бергендорф, Георги Симеонов JJ и Владо Михайлов, и американските певци Джони Манюел и Трей Кембъл. Според Борислав Миланов, който е продуцент на песента, името „Equinox“ идва от термина равноденствие, означаващ моментите от годината, в които денят и нощта са приблизително с еднаква продължителност навсякъде по нашата планета. Тези дни се отбелязват по целия свят и са важни за всички основни религии. Миланов също твърди, че „Equinox“ идва от „равен“, „еднакъв“, означаващо, че всички членове на групата са равни помежду си.

## Членове
Жана Бергендорф е родена на 20 октомври 1985 г. в София. Тя започва да пее, когато е на 7 години. Произлиза от музикално семейство – музиканти са майка ѝ и нейните баба и дядо. Когато е на 18 години, заминава да пее в Южна Корея. Остава там до 2010 г., след което се мести в Дания с годеника си Стефан (датчанин), с когото се запознава в Корея през 2007 г. В Дания тя участва в датската версия на X Factor. Става известна със спечелването на втория сезон от българския X Factor през 2013 г. Като изпълнител от музикалната компания „Virginia Records“ тя има хитове като „Самурай“, който става най-излъчваната песен в българския ефир в продължение на 5 седмици, „Играем с теб до края“, „Невъзможни сме сами“ и „Докрай“. Тя печели наградата за български дебют по време на годишните музикални награди 2015 г. на БГ радио и „Жена на годината 2014“ на сп. „Grazia“. През 2014 г. и 2015 г. тя е включена в списъка на Forbes – България на най-влиятелните известни личности в страната. Жана има син, Леон, роден през 2010 г. Тя говори български, английски, корейски и датски език.
Георги Симеонов, известен като JJ, е певец, автор на песни и вокален продуцент. Дебютира в популярната българска момчешка група 032 на 16-годишна възраст. През 2013 г. започва соловата си кариера и издава песните „По-добре, че разбрах“ и „Дилър на любов“. През 2009 г. започва да преподава поп, соул и RnB, води майсторски класове в София и Пловдив. Работи като вокален продуцент на албумите на едни от най-големите музиканти в България. Всяка година заедно със своите студенти провежда благотворителни концерти за деца с диабет, ракови заболявания, деца с увреждания, деца с аутизъм и детска церебрална парализа. През 2014 г. участва в турнето „Гласът на лятото“. Участва в последното издание на „X Factor Romania“.
Владимир Михайлов е български певец, автор на песни, артист и вокалист на известните групи Сафо и Сленг. Преди да стане част от Equinox, той участва в българската делегация на Евровизия 2017 като подкрепящ вокалист на Кристиан Костов. Като артист той играе в три от най-големите български филми за 2017 – Възвишение, Бензин и Нокаут, или Всичко, което тя написа. Той е съавтор и копродуцент на всички песни на Сленг, след като се присъединява към групата. Композира песните на много български изпълнители. Поканен е да играе водеща роля в българското продуциране на мюзикъла „Mamma Mia“. Работил е като озвучаващ актьор в анимационни филми като Замръзналото кралство, Рапунцел и разбойникът, Мъпетите и др.
Джони Манюел идва от Флинт, САЩ. Джони е изпълнител още от детството си, участва в турне на 'N Sync на 14-годишна възраст. Неговото изпълнение на песента на Уитни Хюстън „I Have Nothing“ на „Америка търси талант“ през 2017 г., когато в крайна сметка стигна до полуфиналите, набира над 270 милиона гледания в социалните медии. След „Америка търси талант“ той издава два сингъла – „Come Alive“ и „Blind Faith“ и започва да работи по дебютния си албум със Symphonics International.
Трей Кембъл автор на песни от Лос Анжелис, един от композиторите на „Bones“, важен участник в Equinox. Трей е писал музика за изпълнители като Дуа Липа, Bebe Rexha, норвежката певица Julie Bergan и румънката Александра Стан.

## Евровизия 2018
На 12 март 2018 г. Българската национална телевизия обявява, че Equinox ще представи България на Евровизия 2018. Песента „Bones“ е продуцирана от Symphonics International, които стояха зад участията на България в Евровизия през 2016 и 2017, класирана на 4-то и 2-ро място съответно. Песента е композирана от Борислав Миланов, Трей Кембъл, Йоаким Першон (Joacim Persson) и Даг Лундберг (Dag Lundberg).
След първото тяхно изпълнение те стигат до финала, до който са допуснати още 9 участници. На финала завършват на 14-о място.